# Chiesa di Lituania

Stati con Chiese appartenenti alla Comunione di Porvoo. Le Chiese della Comunione anglicana sono contrassegnate da nomi in blu o viola, le Chiese luterane del nord da nomi rossi

La Chiesa evangelica luterana di Lituania trova origine ai tempi della Riforma, quando nel 1550 la città di Kaunas accettò la Confessione augustana. La Riforma portò alla Lituania il primo libro stampato in lingua lituana, il Catechismo di Lutero (1547), e più tardi (1590) la prima Bibbia lituana, che tuttavia non fu stampata prima del XVIII secolo. La Controriforma ridusse il numero di Protestanti in Lituania. Tuttavia, al tempo della Seconda guerra mondiale c'erano 80 congregazioni della Chiesa evangelica luterana in Lituania, e 72 pastori servivano circa 25.000 fedeli. Durante i cambiamenti occorsi con la Seconda guerra mondiale, molti membri delle congregazioni emigrarono, furono esiliati, o furono uccisi. Le chiese che rimasero senza pastori furono chiuse e usate per altri scopi o distrutte. Durante l'occupazione sovietica tra il 1940 e il 1990 l'istruzione religiosa fu proibita e l'appartenenza ad una Chiesa portava a pene pubbliche.
Con l'indipendenza della Lituania nel 1990, la Chiesa evangelica luterana di Lituania iniziò a recuperare chiese e proprietà che nel periodo sovietico erano state nazionalizzate e usate per vari scopi. Chiese e proprietà furono rese per tutti gli anni novanta.
Nel 2006 la Chiesa evangelica luterana di Lituania affermava di avere 21.000 fedeli attivi, 52 congregazioni, e 15 pastori.
La Chiesa evangelica luterana di Lituania è membro della Comunione di Porvoo. Come riflesso delle sue posizioni luterane conservatrici nel 2000 la Chiesa evangelica luterana di Lituania si dichiarò in piena comunione con la Chiesa luterana-Sinodo del Missouri.

## Vescovi
- 1976 - 1995 Jonas Viktoras Kalvanas, Senior.
- 1995 - 2003 Jonas Viktoras Kalvanas, Junior.
- dal 2004 Mindaugas Sabutis